# Parco nazionale del Chobe

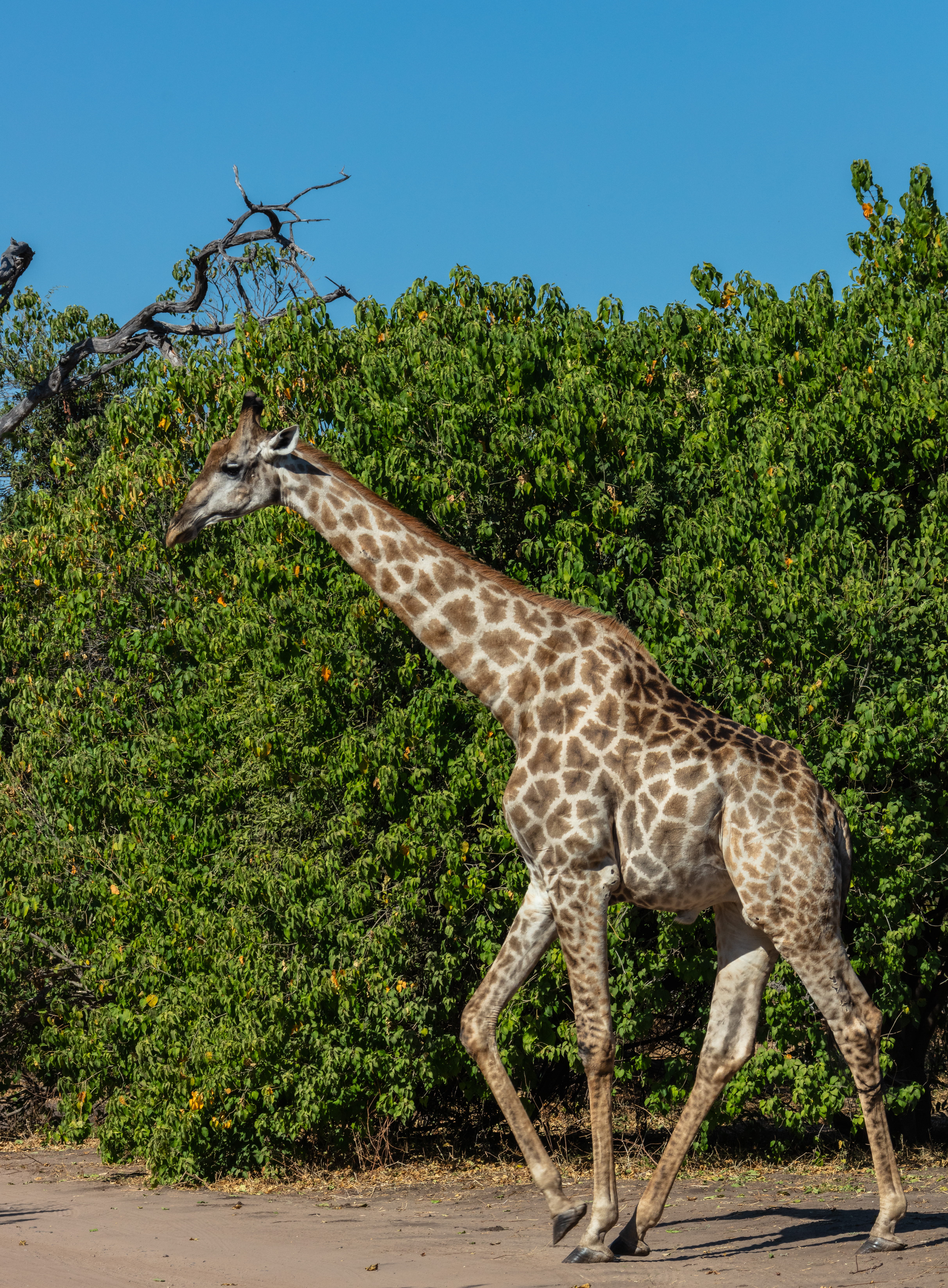
Giraffa (Giraffa camelopardalis)

Il parco nazionale del Chobe (in inglese Chobe National Park) è un parco nazionale del Botswana. Fondato nel 1967, ha un'area di 10.689 km² e si trova nel nordovest del paese, nei pressi della città di Kasane. Pur essendo la terza area naturale protetta del Botswana in ordine di grandezza (dopo la Riserva faunistica del Kalahari centrale e il Parco nazionale Gemsbok), il Chobe è di gran lunga il parco più rinomato del Botswana, e uno dei più noti dell'intera Africa, per la varietà e l'abbondanza della vegetazione e della fauna.
Il parco ricade all'interno dell'Area di conservazione transfrontaliera Okavango-Zambesi.

## Geografia e ambiente

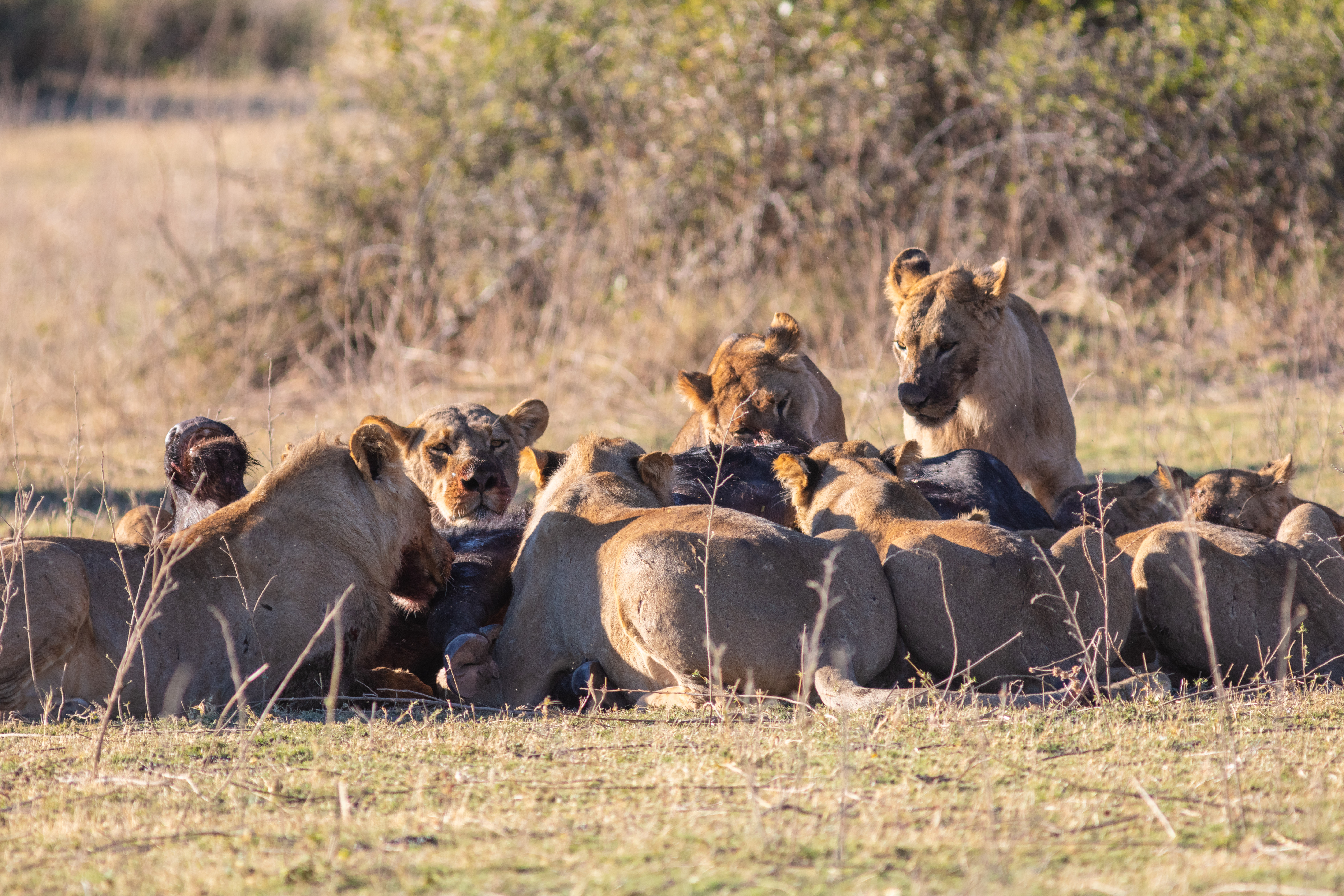
Leoni (Panthera leo)

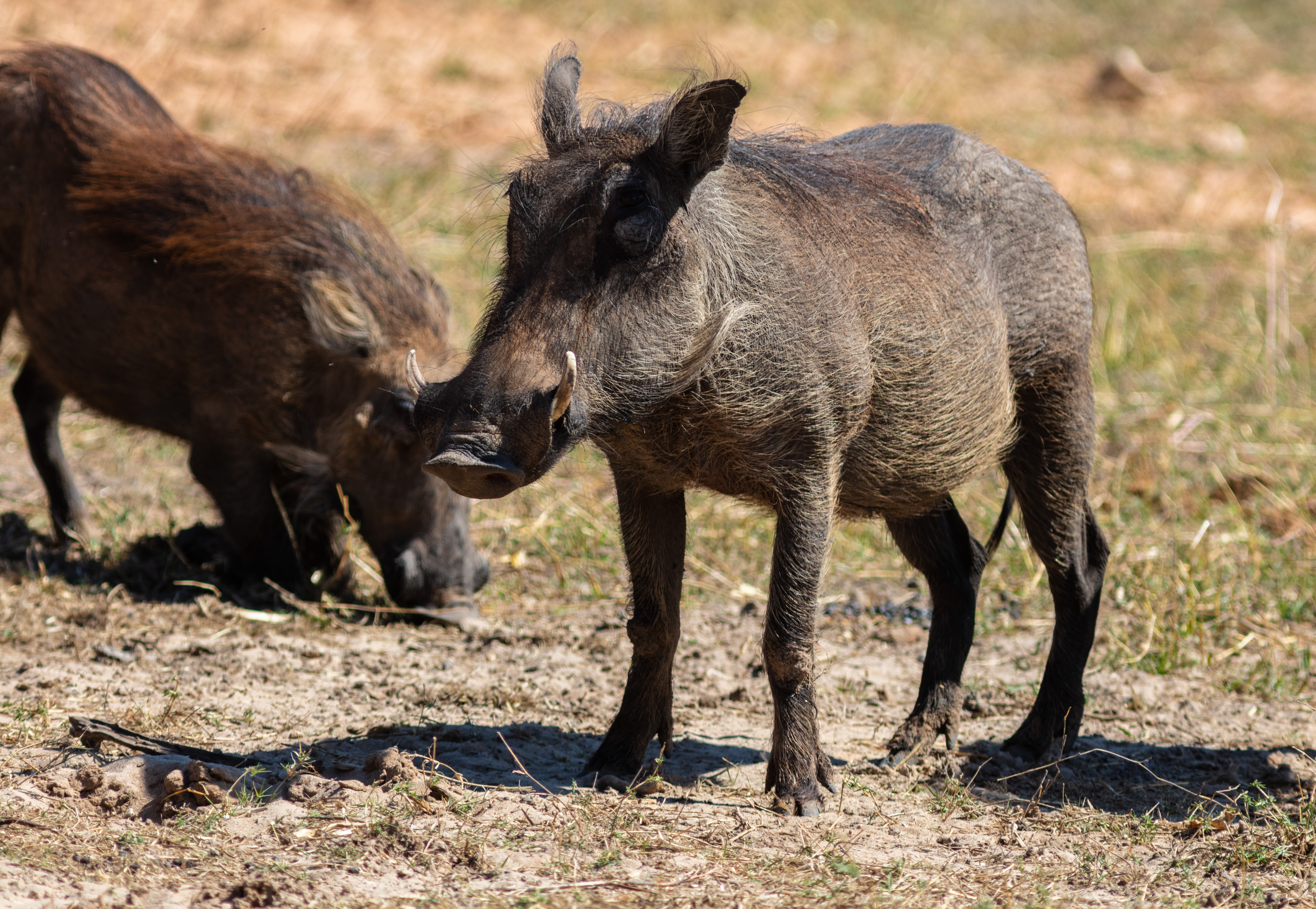
Facocèro (Phacochoerus africanus).

Il parco può essere suddiviso in quattro aree, ognuna con un diverso tipo di habitat:
- l'area di Serondela (Serondela area), nell'estremità nordorientale del parco, è caratterizzata da pianure rigogliose e foreste di teck. Si affaccia sul fiume Chobe, che costeggia il parco, e presso cui si radunano grandi erbivori come elefanti e bufali. Si tratta della zona più visitata del parco, anche a causa della sua prossimità alle cascate Vittoria. Si trovano nei pressi di questa zona anche la città di Kasane e l'ingresso settentrionale del parco;
- l'area dello stagno di Savuti (Savuti Marsh area) costituisce la protuberanza occidentale del parco. Lo stagno di Savuti è ciò che resta di un grande lago preistorico, prosciugatosi in seguito a movimenti tettonici. Oggi ad alimentare lo stagno rimane solo il canale di Savuti, il cui flusso d'acqua durante l'anno è fortemente irregolare. Nella regione si trovano ampie zone di savana e di prateria, con abbondanza di fauna (facoceri, cudù, impala, zebre, gnu, elefanti, leoni, iene, ghepardi e così via);
- lo stagno di Linyanti, nell'angolo nordoccidentale del parco, sopra Savuti, si affaccia sul fiume Linyanti. Questa zona confina a ovest con la riserva di Selinda e a nord, oltre il fiume Kwando, con il parco nazionale Mamili (Namibia). Attorno al Linyanti e al Kwando cresce abbondante vegetazione fluviale, e si formano diverse lagune. Il resto della zona consiste principalmente di pianura alluvionale. Anche qui la fauna è abbondante: si avvistano leoni, leopardi, sciacalli, antilopi (incluse le rare sitatunga), ippopotami, elefanti e coccodrilli, oltre a una ricchissima avifauna;
- il cosiddetto "hinterland" compreso fra Linyanti e Savuti, è una zona di pianura alberata in cui abbondano gli eland.

## Storia del parco
La regione del parco era originariamente abitata da boscimani basarwa, cacciatori-raccoglitori nomadi che hanno lasciato numerose pitture rupestri sulle colline rocciose del parco.
All'inizio del XX secolo il territorio del parco (allora distretto di Chobe) era quasi tutto di proprietà della corona britannica. Negli anni trenta, per proteggere la fauna locale e incentivare il turismo, la caccia fu proibita in un'area di 24.000 km² (1932), estesa poi a 31.600 km² (1933).
Nel 1943 il progetto di trasformare l'area in parco nazionale venne accantonato in seguito a una devastante infestazione di mosche tse-tse. Solo 14 anni dopo, nel 1953, il progetto fu ripreso dal governo. Nel 1960 venne creata la prima riserva, la Chobe Game Reserve, trasformata ufficialmente in parco nazionale (il primo del Botswana) nel 1967.
Negli anni successivi vennero gradualmente smantellati gli insediamenti umani nella zona (in particolare, presso Serondela c'era una fiorente industria del legname), operazione che fu conclusa nel 1975. Il parco crebbe gradualmente negli anni (in particolare fu esteso nel 1980 e nel 1987), fino a raggiungere le dimensioni attuali.

## Gli elefanti del Chobe
Il parco del Chobe è rinomato per essere il luogo con la massima concentrazione di elefanti in Africa (nel parco vivono circa 120.000 individui). Questa popolazione sta crescendo in modo continuo dal 1990, epoca in cui nel parco si contavano poche migliaia di esemplari. Nonostante la grande concentrazione di elefanti, l'amministrazione del Chobe ha finora rifiutato di adottare le misure di riduzione artificiale della popolazione impiegate da altri parchi.

## Turismo
Il parco include numerose strutture ricettive per i turisti, incluse diverse aree per il campeggio e molti lodge. Nell'area in cui si trova il parco è presente la malaria.